# Магден
Магден (нім. Magden) — громада  в Швейцарії в кантоні Ааргау, округ Райнфельден.

## Географія
Громада розташована на відстані близько 70 км на північний схід від Берна, 23 км на північний захід від Аарау.
Магден має площу 11 км², з яких на 11% дозволяється будівництво (житлове та будівництво доріг), 47% використовуються в сільськогосподарських цілях, 41,8% зайнято лісами, 0,2% не є продуктивними (річки, льодовики або гори).

## Демографія
2019 року в громаді мешкало 3885 осіб (+7,3% порівняно з 2010 роком), іноземців було 15,4%. Густота населення становила 353 осіб/км².
За віковим діапазоном населення розподілялося таким чином: 21,4% — особи молодші 20 років, 58,5% — особи у віці 20—64 років, 20,1% — особи у віці 65 років та старші. Було 1611 помешкань (у середньому 2,4 особи в помешканні).
Із загальної кількості 760 працюючих 46 було зайнятих в первинному секторі, 178 — в обробній промисловості, 536 — в галузі послуг.